# Модруш
45°04′ пн. ш. 15°08′ сх. д. / 45.07° пн. ш. 15.14° сх. д.
Модруш (хорв. Modruš) — населений пункт у Хорватії, у Карловацькій жупанії у складі громади Йосипдол.

## Населення
Населення за даними перепису 2011 року становило 169 осіб.
Динаміка чисельності населення поселення: